# Digitální hygiena
Digitální hygiena, známá také jako kybernetická hygiena, zahrnuje soubor doporučených postupů a opatření pro ochranu digitálního prostředí. Cílem digitální hygieny je chránit citlivá data, bezpečnost uživatelů, sítě a zařízení, a také zajistit schopnost zotavení po kybernetickém útoku. Tyto postupy by měly nejen chránit před kybernetickými útoky, ale také přispět k čistějšímu a jednoduššímu digitálnímu prostředí a podporovat zdravou digitální přítomnost online. Osobní hygiena nám pomáhá předcházet nemocem a usnadňuje zotavení po nemoci nebo zranění. Stejně jako klasická hygiena by měly být tyto postupy prováděny pravidelně a stát se součástí každodenní rutiny.
Kybernetická hygiena se k osobní hygiena vztahuje podobně jako se počítačové viry vztahují k biologickým virům. Zatímco termín počítačový virus vznikl téměř současně s vznikem funkčních počítačových virů, pojem digitální hygiena se objevil až kolem roku 2000 díky americkému informatikovi Vintu Cerfovi.

## Digitální bezpečnost
S rostoucím nebezpečím na internetu a digitálních zařízeních je kladen stále větší důraz na jejich ochranu. Bezpečnost digitálních zařízení a dat by měla být prioritou pro každého, protože jejich odcizení může mít významný dopad na společenský, ekonomický a osobní život jednotlivce. S nárůstem kybernetických útoků se objevuje řada bezpečnostních softwarů, aplikací a doporučení.

## Digitální zdraví
Používání nových technologií může mít významný vliv na duševní zdraví jednotlivce. Dlouhodobé trávení času před obrazovkami, využívání sociálních sítí nebo dlouhodobá práce na počítači mohou mít negativní dopad na duševní zdraví. Abychom těmto problémům předešli, je důležité stanovit si pevně daný čas mimo počítačové obrazovky a věnovat se koníčkům a jiným aktivitám.

## Zásady digitální hygieny
Na internetu je dostupné množství článků, ve kterých odborníci upozorňují na možná nebezpečí spojená s digitálním prostředím a poskytují doporučení a rady pro jejich prevenci. Alissy Irei ve svém článku zmiňuje základní informace o digitální hygieně, včetně potenciálních hrozeb a opatření, která můžeme podniknout pro ochranu cenných dat a zotavení po kybernetickém útoku. Mezi nejlepší praktiky pro uživatele patří pravidelné zálohování dat, vzdělávání, šifrování dat, použití kvalitního bezpečnostního softwaru, dodržování heslové hygieny a online diskrétnost. Článku od Chrise Brookse se primárně zaměřuje na doporučení pro větší instituce. Mezi doporučení patří pravidelná změna hesel, aktualizace softwaru a hardwaru, správa nových instalací a omezení práv uživatelů. Z webu Smowltech se můžeme dozvědět doporučení pro ochranu našich zařízení, bezpečné procházení webu a ochranu našeho zdraví. V závěru článku je uvedeno osm tipů pro vytvoření bezpečného hesla. Na webu Norton, v článku Alison Grace Johansen zmiňuje informace o důležitosti používání správných nástrojů, začlenění digitální hygieny do každodenní rutiny a několika klíčových kroků pro správnou digitální hygienu.